# Melanoscia felina
Melanoscia felina är en fjärilsart som beskrevs av W. Warren 1904. Melanoscia felina ingår i släktet Melanoscia och familjen mätare. Inga underarter finns listade i Catalogue of Life.